# Parasteatoda brookesiana
Parasteatoda brookesiana là một loài nhện trong họ Theridiidae.
Loài này thuộc chi Parasteatoda. Parasteatoda brookesiana được Alberto Barrion & James A. Litsinger miêu tả năm 1995.